# Kotdewal
Kotdewal (nepalski: कोटदेवल) – gaun wikas samiti w zachodniej części Nepalu w strefie Seti w dystrykcie Bajhang. Według nepalskiego spisu powszechnego z 2011 roku liczył on 558 gospodarstw domowych i 3291 mieszkańców (1797 kobiet i 1494 mężczyzn).